# Magdalena Heymair
Magdalena Heymair, född 1535, död 1586, var en tysk författare och protestantisk reformator.  Hon konverterade till den lutherska läran under reformationen och är känd för sina pedagogiska sångtexter om bibliska kvinnors roll. Hon är den första kvinna före 1700-talet som publicerat pedagogiska skrifter för barns elementärundervisning, och den första kvinnliga protestant vars skrifter förbjöds som kätterska i Index Librorum Prohibitorum (1569).